# Srebrnar
Srebrnar je obrtnik koji izrađuje predmete od srebra i/ili zlata. Termini zlatar i srebrnar koriste se kao sinonimi jer su tehnike, školovanje, povijest, te zanatske udruge bili većinom isti za oba zanimanja. 
Srebrnarstvo je umijeće prerade srebra i zlata u najrazličitije posude, nakit, pribor za jelo, te druge uporabne srebrne predmete, poput primjerice predmeta koji se koriste u vjerskim obredima.

## Povijest srebrnarstva

### Egipat
U starom je Egiptu srebro bilo znatno rjeđe od zlata. U Tutankamonovoj grobnici nađena je samo jedna srebrna posuda. Radi se o graviranjem urešenoj vazi u obliku nara (datirana oko 1325. prije Krista).

### Grčka
Iako je pisanih dokumenta koji spominju srebrne predmete podosta, samih očuvanih predmeta znatno je manji broj. Kao poznatije primjere možemo navesti kantaros i fialu iz Plovdiva, u današnjoj Bugarskoj, kao i riton u obliku jelenske glave, također porijeklom iz crnomorskog područja (datiran u 4. stoljeće prije Krista).

### Rim
Od rimskih srebrnih predmeta najpoznatiji su oni iz Hildesheima, Boscorealea, te Kaiseraugsta.
Kod nas je poznat primjer najnoviji nalaz srebrne ostave iz Vinkovaca, prozvan Akvilino srebro.

### Bizant
Rani radovi praktički su po tipologiji i stilu jednaki rimskim. U kasnijem razdoblju isti se također uklapaju u stilske tokove zapadnoeuropskog srednjovjekovnog srebrnarstva, normalno uz striktno poštovanje pravoslavne ikonografije.

### Romanika
Ovo je razdoblje velikog uspona sakralnog srebrnarstava i zlatarstva.Iz ovog je razdoblja i vjerojatno najznačajniji onodobni pisani spomenik koji spominje srebrnarstvo,Teophilusova Schedula Diversarum Artium(oko 1 125.).Vrhunska djela ove umjetnosti su relikvijari, te evanđelistari od pozlaćenog i emajliranog srebra ili bakra, često još bogato optočeni jednostavno brušenim dragim i poludragim kamenjem, te biserima.

### Gotika
U ovom razdoblju,kao i u prethodnom,većinu radova i dalje čine sakralni spomenici, tehnika emajliranja postaje znatno složenijom, u romanici rado korišteno nijeliranje postaje sve rjeđe korišteno. Ukrasi postaju sve više trodimenzionalni, te pod jakim utjecajem arhitekture. Ovo će stilsko razdoblje na sjeveru zadržati svoj utjecaj do 18. stoljeća, te će se nanovo javiti u 19.stoljeću, u sklopu historicističkih stremljenja.

### Renesansa
S renesansom na scenu stupa i sve veći broj predmeta rađen po narudžbi plemstva, te bogatih građana.Sakralne teme polako ustupaju mjesto svjetovnim, često antikizirajućim motivima. Nakit postaje čisto umjetnički oblikovan, javlja se i prvo u plohe brušeno kamenje, emajliranje postaje uobičajena i nezaobilazna tehnika ukrašavanja površine, sve je veći broj virtuozno izvedenih djela.

### Manirizam
Manirizam jest prvi stil u kojem umjetnik i njegov pogled na svijet dolaze u prvi plan. Danas možemo reći da je ovo razdoblje u kojem se javlja praktično neporecivo suvremeno shvaćanje umjetnosti. Javljaju se i veliki, sve do danas značajni umjetnici zlatarstva i srebrnarstva, Benvenuto Cellini i Wenzel Jamnitzer.

### Art Deco
Najznačajniji srebrnar Art Deco razdoblja je Jean Puiforcat. Radovi ovog razdoblja pokazuju određen utjecaj kubizma i apstraktne umjetnosti.

### Nakon 1945
Od 1965. u Njemačkom gradu Hanau održava se međunarodni trijenale srebrnarstva,zasigurno najznačajniji poticaj razvoju i opstojnosti suvremenog srebrnarstva.

## Alati,materijali i tehnike
- pila
- škare za lim
- turpije
- čekići
- nakovnji
- srebrni lem (tkz tvrdi lem)
- topitelji (boraks,borna kiselina)
- plamenici
- kiselina (razrijeđena sumporna kiselina, kod nas "zud")
- diskovi za poliranje
- iskucavanje i cizeliranje
- graviranje
- emajliranje
- nijeliranje
- lijevanje
- pozlaćivanje
- patiniranje

Srebrnar piljenjem ili rezanjem dobiva komade srebrnog lima ili šipke, te zatim pomoću raznih čekića i odgovarajuće oblikovanih metalnih podloga obrađuje metal. Srebro se za razliku od željeza kuje na hladno. Tijekom takve obrade metal s vremenom postaje sve tvrđi pa ga se mora otpustiti tj. zagrijati do crvenog usijanja, kako bi opet bio mek i kovan. Ako bi ovu fazu rada zaobišli došlo bi do pucanja materijala. Pri izradi hvataljki, te nožica predmeta srebrnar se koristi tehnikom lijevanja.
Nakon oblikovanja i lijevanja dijelovi se spajaju zajedno pomoću lemljenja ili zakovica.
Tijekom povijesti srebrnari su koristili ognjišta na ugljen ili koks, te puhaljke kako bi predmete zagrijali na temperaturu potrebnu za lemljenje ili otpuštanje. Suvremeni pak srebrnari za zagrijavanje predmeta koriste plamenike na plin. Danas se u svrhu spajanja predmeta koriste i uređaji za lasersko, te mikro TIG zavarivanje.
Srebrnar u radu kao materijale može koristiti i neplemenite metale kao što su bakar, mjed, Tvrdi kositar, titanij,  nehrđajući čelik te aluminij.
Za dodatno ukrašavanje predmeta srebrnar se može koristiti emajliranjem, nijeliranjem, graviranjem, jetkanjem, iskucavanjem i cizeliranjem, lijevanjem, patiniranjem i pozlaćivanjem, te umetcima od dragog ili poludragog kamenja, s time da je ovo samo osnovni, tradicionalistički orijentiran izbor tehnika koje mu stoje na raspolaganju.

## Srodni zanati i vještine
- zlatar
- bakrokotlar
- kovač
- kovinopojasar

## Srebrnarstvo u Hrvatskoj
Srebrnarstvo je u Hrvatskoj opstalo sve do vremena pred drugi svjetski rat (tvrtka Griesbach i Knaus, kipar i medaljer Ivo Kerdić), nakon toga više o postojanju hrvatskog srebrnarstva ne možemo govoriti - jedino što se može reći je da su se nakon 1945. pojedini likovni umjetnici koji su radili u metalu bavili i izradom srebrnog nakita, te znatno rjeđe raznih ukrasnih ili funkcionalnih posuda, te predmeta. Prije svega može se spomenuti Hrvoja Ljubića sa značajnim opusom u srebru izvedenih sakralnih radova(kao najznačajniji možemo navesti sarkofag Blaženog Alojzija Stepinca) ,te pokojnog Slavka Jurića. Jedini školovani srebrnar u Hrvatskoj danas je Luka Petrinjak, školovan na Kraljevskoj akademiji lijepih umjetnosti u Antwerpenu.

## Značajni srebrnari
- Wenzel Jamnitzer
- Paul Revere
- Paul Storr
- Paulus van Vianen
- Georg Jensen
- Henry Wilson
- Jean Puiforcat
- Wilfrid Moll
- Sigurd Persson

## Vanjske poveznice
- Society of American Silversmiths
- Silbertrienale  Arhivirana inačica izvorne stranice od 16. kolovoza 2016. (Wayback Machine)
- Staatliche Zeichenakademie Hanau
- Contemporary British Silversmiths
- Free Online Silversmithing Manual  Arhivirana inačica izvorne stranice od 6. srpnja 2010. (Wayback Machine)
- Zilvermuseum Schoonhoven
- Web stranica Luke Petrinjaka